# Volva (micologia)

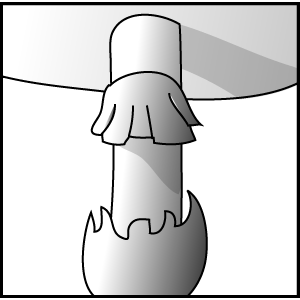
Diagrama de un vel de basidiomicet amb anell i volva

La volva és el vel universal que embolcalla completament el Carpòfor, dels exemplars joves d'algunes espècies (Amanites, Volvaria), de naturalesa membranosa i tenaç, que a la maduresa dels fong es trenca deixant un residu a la base del bolet on pren aspectes diversos.
En alguns bolets resta una placa o de forma verrugosa i en alguns exemplars n'hi romanen restes en la superfície del capell.

## Característiques
Per tal de reconèixer les espècies és útil considerar en la volva:
- forma
- amplada
- gruix
- llargada
- color

### Forma
Basant-se en la forma, la volva es defineix com:
| Volva membranàcia amb sac    | membranàcia "amb sac" típica de Amanita phalloides, Amanita caesarea, Amanita ovoidea     |  |
| Volva membranàcia envaginada | membranàcia "envaginada" típica dels Amanitopsis                                          |  |
| Volva membranàcia circumcisa | membranàcia "circumcisa" típica de Amanita citrina, Amanita pantherina, Amanita porphyria |  |
| Volva napiforme              | napiforme típica d'Amanita rubescens, Amanita spissa                                      |  |
| Volva perlada                | perlada típica d'Amanita muscaria                                                         |  |

## Recol·lecció
La volva, quan n'hi ha, representa una de les característiques fonamentals per la determinació d'un fong. Per això cal adonar-se de la seva presència abans de recollir-la i que el fong estigui sencer sota el risc de confondre les espècies comestibles i verinoses.